# Tempo Universal Coordenado
| 22h13min (UTC) – Atualizar cache |

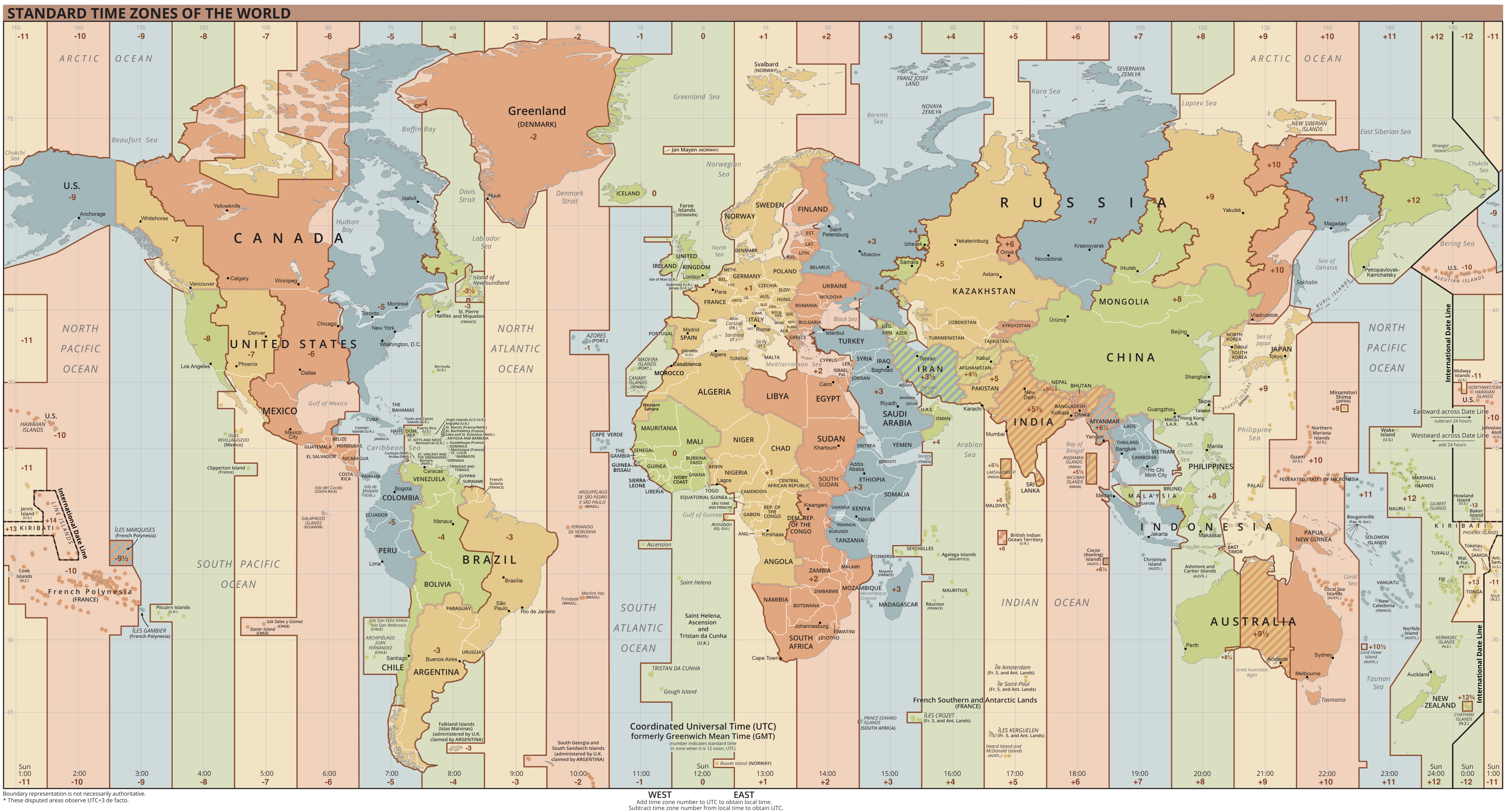
A hora no mundo, em relação ao UTC

O Tempo Universal Coordenado (abreviado internacionalmente como UTC, um meio-termo entre o inglês Coordinated Universal Time e o francês Temps Universel Coordonné), também conhecido como tempo civil, é o fuso horário de referência a partir do qual se calculam todas as outras zonas horárias do mundo.
Corresponde à hora de inverno de Portugal Continental e Arquipélago da Madeira e à hora de verão do Arquipélago dos Açores.
O Parlamento Europeu decidiu que para todos os países da União Europeia seria uniformemente estabelecido que a hora de verão (em inglês:  daylight savings time, DST) se inicia à 01h00 UTC do último domingo do mês de março, sendo acrescida de uma hora, e termina à 01h00 UTC do último domingo do mês de outubro.
Em relação ao horário de Brasília, o Tempo Universal Coordenado está três horas adiantado. Isto é:
19:13 em Brasília → 22h13min no padrão UTC
O servidor da Wikipédia utiliza UTC como base para a sua lista de atualizações de artigos.

## Definição
É o sucessor do Tempo Médio de Greenwich (Greenwich Mean Time), cuja sigla é GMT. A nova denominação foi cunhada para eliminar a inclusão de uma localização específica num padrão internacional, assim como para basear a medida do tempo nos padrões atômicos, mais do que nos celestes.
Ao contrário do GMT, o UTC não se define pelo sol ou as estrelas, mas é sim uma medida derivada do Tempo Atômico Internacional (TAI). Devido ao fato do tempo de rotação da Terra oscilar em relação ao tempo atômico, o UTC sincroniza-se com o dia e a noite de UT1, ao que se soma ou subtrai segundos de salto (leap seconds) quanto necessário. Os segundos de salto são definidos, por acordos internacionais, para o final de junho ou de dezembro como primeira opção e para os finais de março ou setembro como segunda opção. Até hoje, somente junho e dezembro foram escolhidos como meses para ocorrer um segundo de salto. A entrada em circulação dos segundos de salto é determinada pelo Serviço Internacional de Sistemas de Referência e Rotação da Terra (IERS), com base nas suas medições da rotação da Terra.
No uso informal, quando frações de segundo não são importantes, o GMT pode ser considerado equivalente ao UTC. Em contextos mais técnicos é geralmente evitado o uso de "GMT".
UTC é uma variante do tempo universal (universal time, UT) e o seu modificador C (para coordenado) foi incluído para enfatizar que é uma variante de UT. Pode-se considerar como uma solução conciliatória entre a abreviatura inglesa CUT e a francesa TUC.
Os tempos UTC de alta precisão só podem ser determinados uma vez, sendo conhecido o tempo atômico, que se estabelece mediante a reconciliação das diferenças observadas entre um conjunto de relógios atômicos mantidos por um determinado número de oficinas do tempo nacionais. Isto é feito sob coordenação do Escritório Internacional de Pesos e Medidas (Bureau International des Poids et Mesures - BIPM). Não obstante, os relógios atômicos são tão exatos que só os mais precisos computadores necessitam usar estas correções; e a maioria dos utilizadores de serviços de tempo utilizam os relógios atômicos que tenham sido previamente configurados como UTC, para estimar a hora UTC.
Devido aos segundos de salto é impossível determinar que representação UTC virá a ter numa data futura, pois o número de segundos de salto que se tem que incluir na data é ainda desconhecido. Para tais casos é recomendado que se utilize a representação TAI que não sofre tais limitações.
UTC é o sistema de tempo utilizado por muitos padrões da Internet e da World Wide Web. Em particular, desenhou-se o Network Time Protocol como uma forma de distribuir o tempo UTC na Internet.
Na aviação, as cartas de navegação, autorizações de voo e autorizações de trafego aéreo utilizam o horário UTC para evitar confusões decorrentes dos diferentes fusos e horários de verão. Assim é possível assegurar que todos os pilotos, independentemente da localização, estejam usando a mesma referência horária. Especialmente na comunicação por rádio, o  horário UTC é conhecido como horário zulu, desde aproximadamente os anos 1950. Isto porque, no alfabeto fonético da OTAN, a palavra usada para  Z (de zero, que corresponde ao fuso horário de referência) é zulu.

## Considerações em relação a outras referências
A vantagem da utilização do UTC é que não depende das políticas dos diversos países ou nações, e não necessita de regulação relativa a horas de inverno ou verão.